# Socorro, New Mexico
Socorro, New Mexico là một thành phố quận lỵ quận Socorro, New Mexico trong bang New Mexico, Hoa Kỳ. Thành phố có tổng diện tích  km², trong đó diện tích đất là  km². Theo điều tra dân số Hoa Kỳ năm 2010, thành phố có dân số 9051 người. 